# St. Lüfthildis (Döttingen)

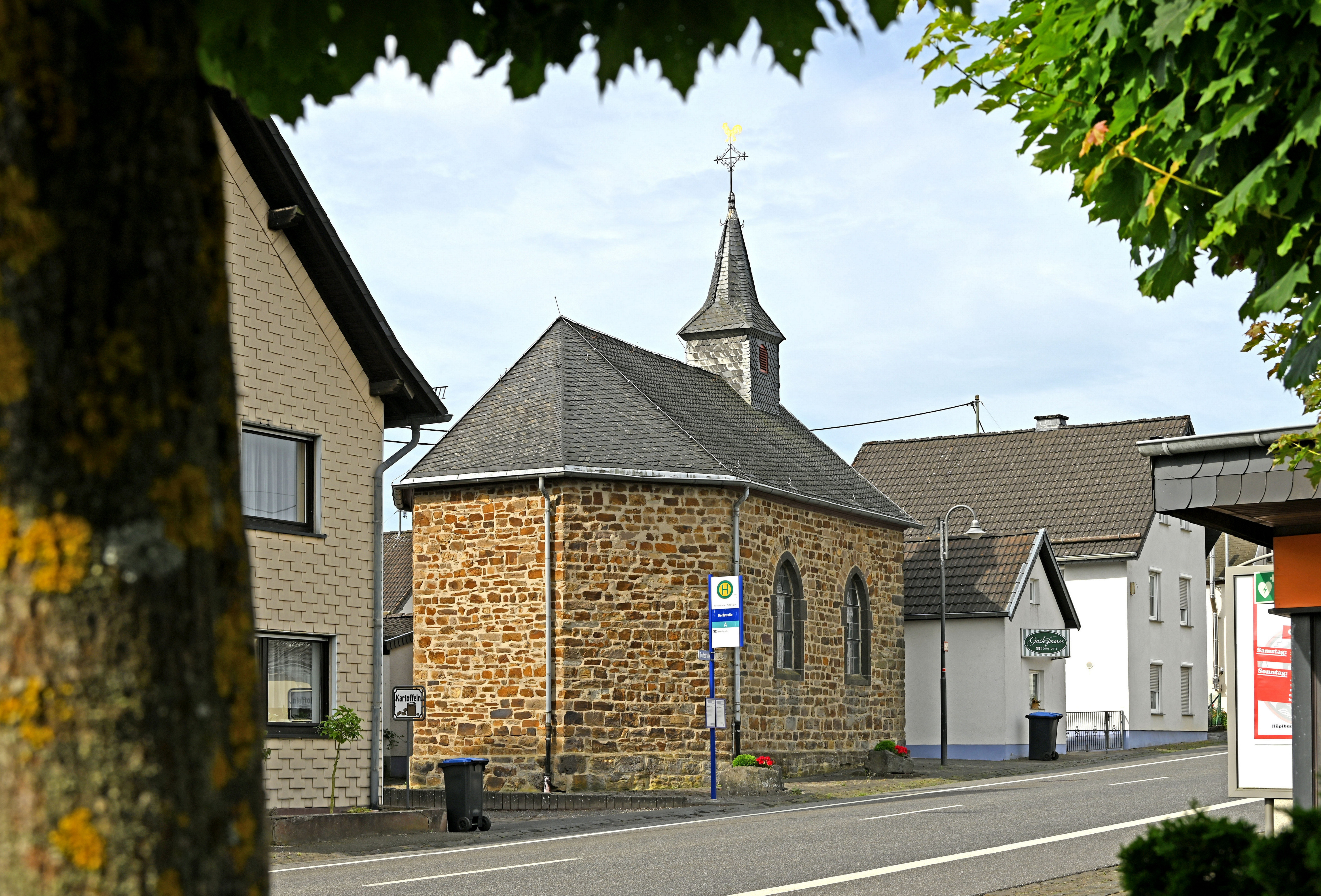
Kapelle St. Lüfthildis in Döttingen

Die Kapelle St. Lüfthildis in Döttingen, einem Ortsteil der Ortsgemeinde Herresbach im Landkreis Mayen-Koblenz in Rheinland-Pfalz, wurde 1863 errichtet. Sie steht im Zentrum der Ortslage und ist ein geschütztes Kulturdenkmal. 
Die der heiligen Lüfthildis und dem heiligen Valentin geweihte Kapelle ist ein kleiner Bruchsteinbau, der am 12. November 1863 benediziert wurde. 
Die Vorgängerkapelle, die baufällig geworden war, wurde im Jahr 1850 beim Bau der Chaussee Mayen-Adenau-Blankenheim abgerissen. Der barocke Altar von 1697 wurde in die neue Kapelle übernommen. 
Zur Ausstattung der Kapelle gehört das sogenannte Döttinger Männchen, eine kleine Holzfigur, die laut Volksglauben bei Augenleiden helfen soll sowie der Döttinger Gnadenstuhl, ein Lindenholzrelief einheimischer Volkskunst des 17. Jahrhunderts, dem die zugehörige Taube des Hl. Geistes fehlt. Die gemalten Stationsbilder des Kreuzwegs stammen aus der Zeit um 1900.

St. Lüfthildis
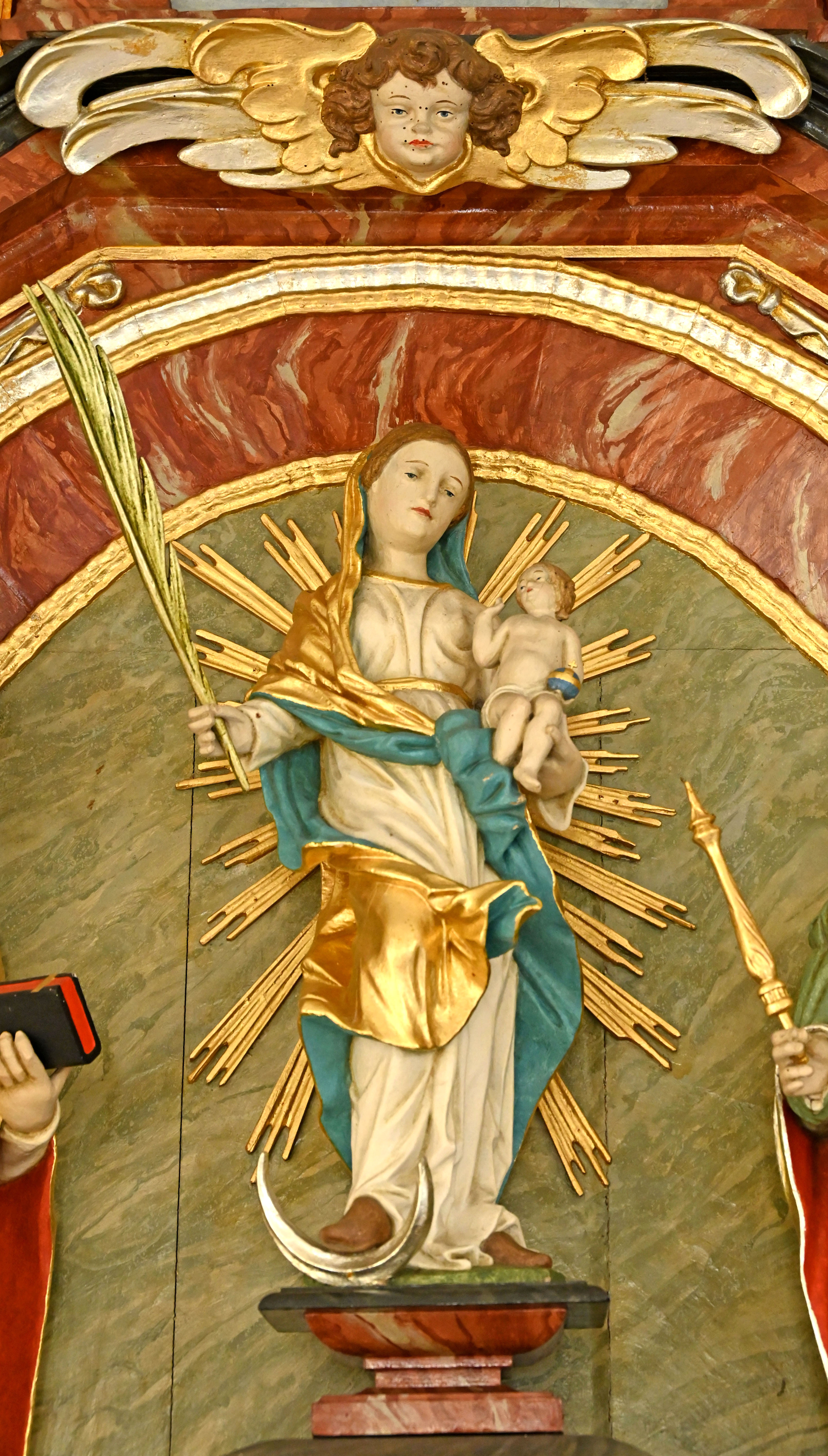
Madonna
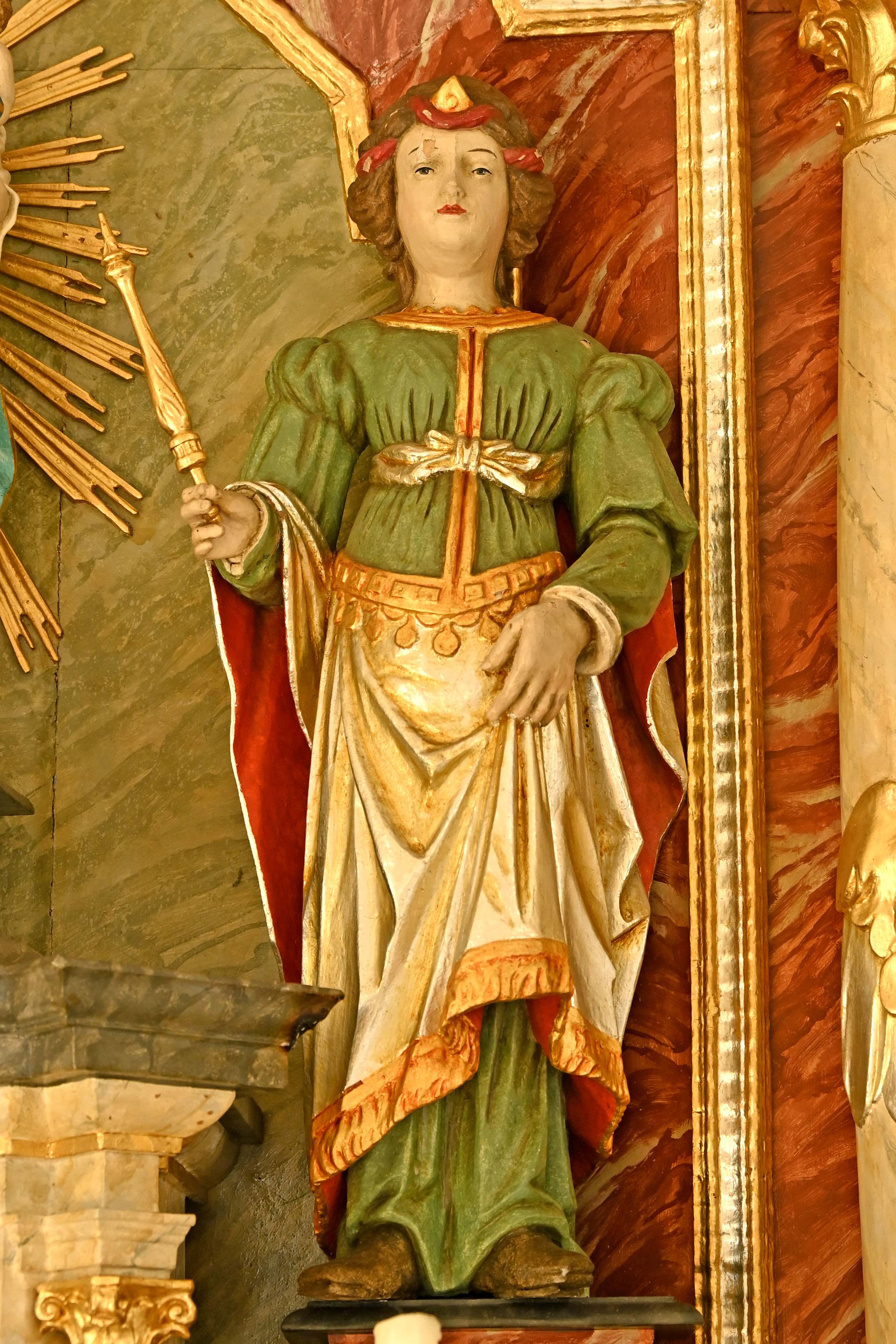
St. Lüfthildis
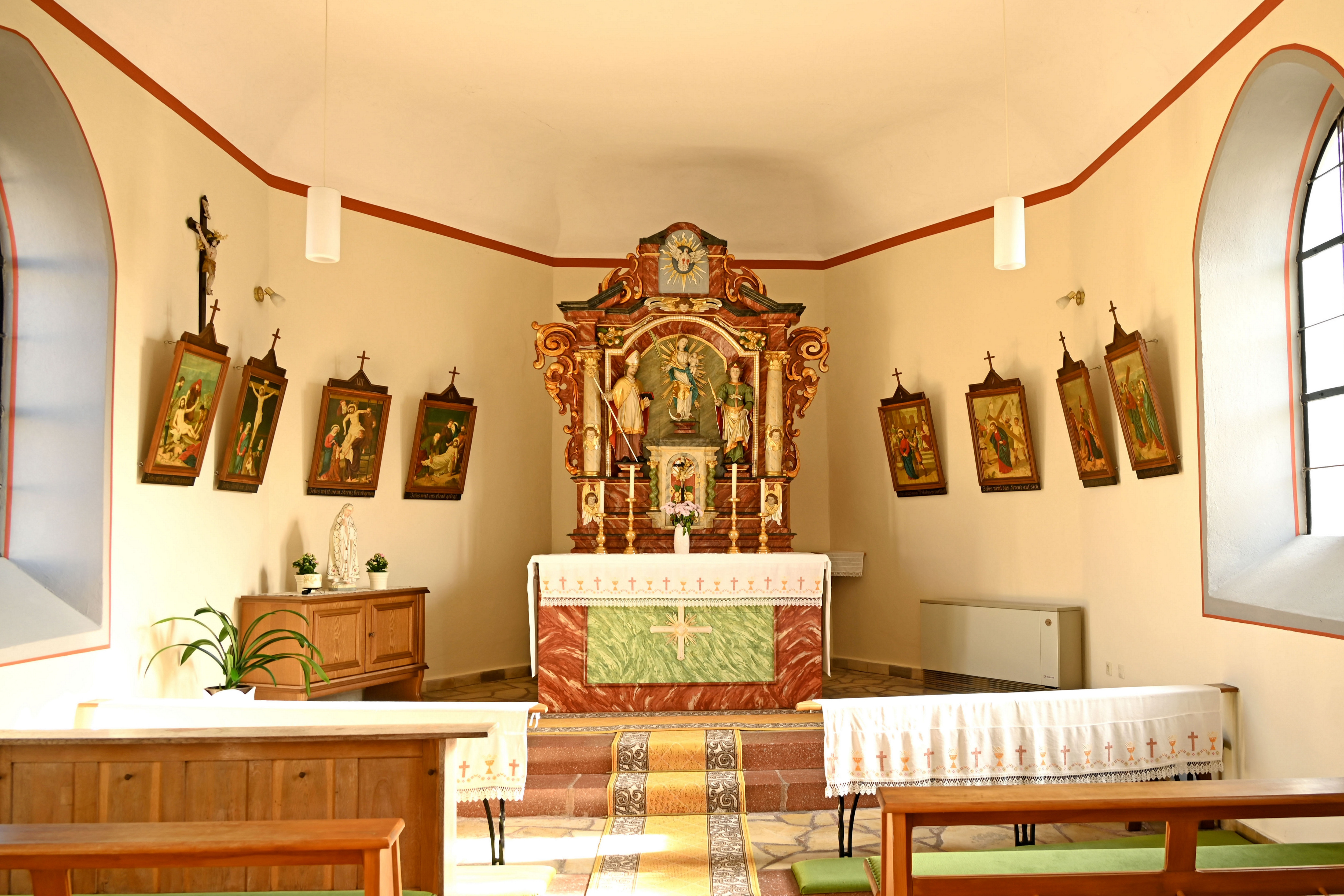
Innenraum
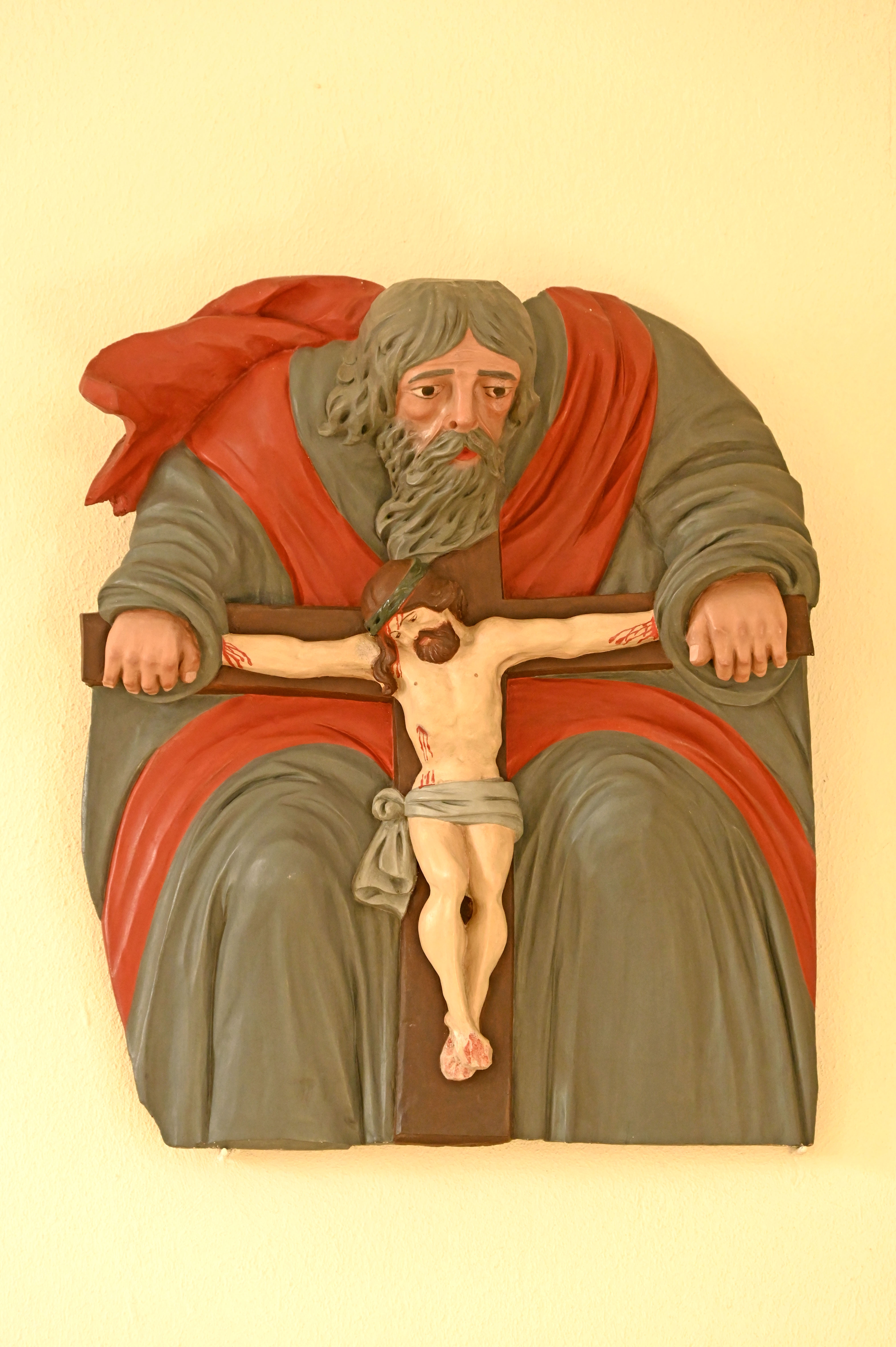
Gnadenstuhl
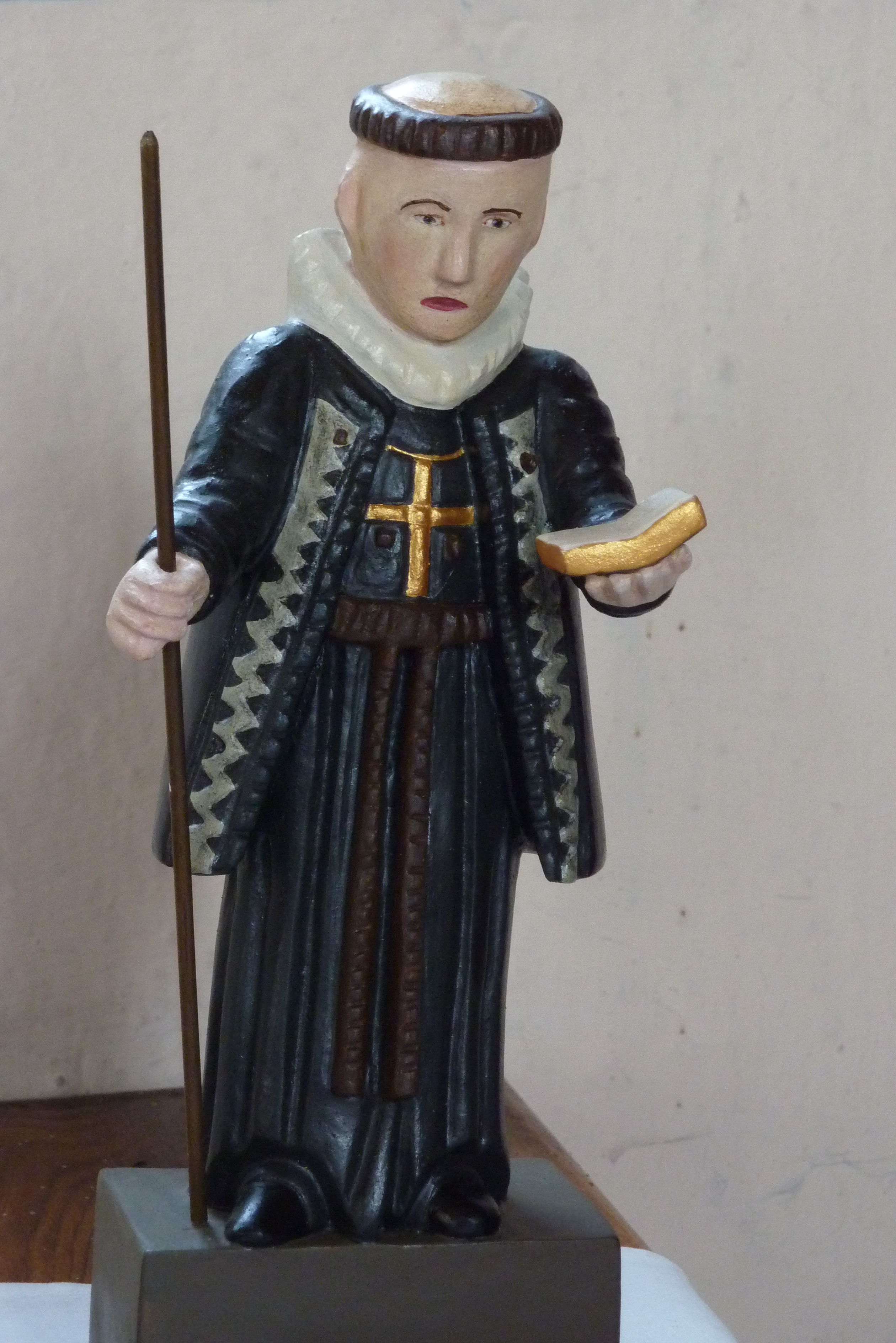
Döttinger Männchen